# Euphorbia reuteriana
Euphorbia reuteriana är en törelväxtart som beskrevs av Pierre Edmond Boissier. Euphorbia reuteriana ingår i släktet törlar, och familjen törelväxter. Inga underarter finns listade i Catalogue of Life.